# オリンピア (ワシントン州)

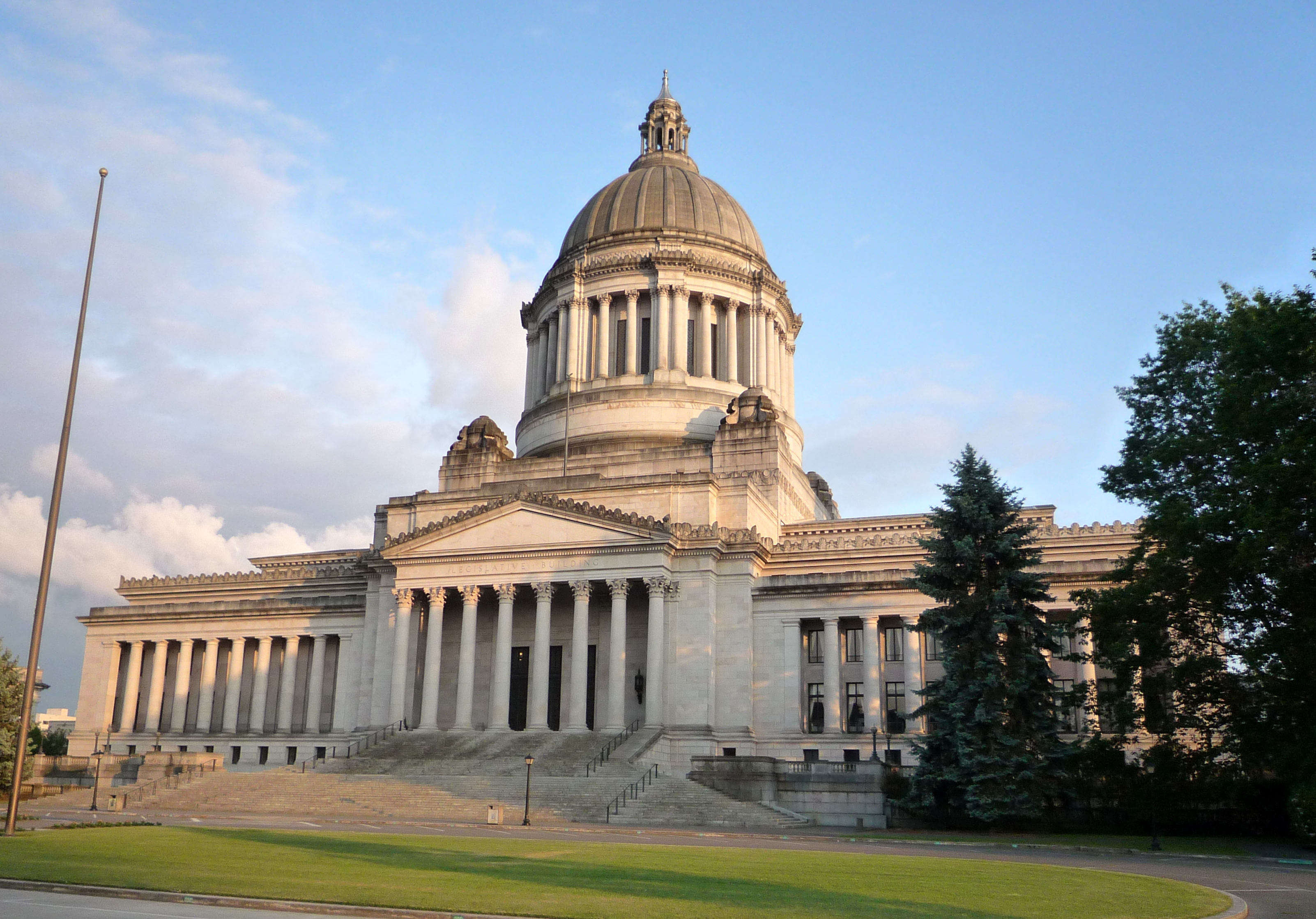
ワシントン州会議事堂

オリンピア（英: Olympia）は、アメリカ合衆国ワシントン州の州都。シアトルの南西100km、ピュージェット湾の南端に位置している。人口は5万5605人（2020年）。

## 歴史
1847年に定住が始まり、1853年にワシントン準州の州都となった。オリンピアという名前は、オリンピアの北にあるオリンポス山にちなんで命名されたものである。なお、オリンポス山という名前は、1788年にイギリス人の航海者ジョン・ミアズが発見した際、ギリシャのオリンポス山に似ているという理由で付けられたものである。同じワシントン州に存在するオリンピック半島やオリンピック国立公園もオリンピア同様、オリンポス山にちなんで命名された名前である。

## 地理
オリンピアは北緯47度2分33秒、西経122度53分35秒 (47.042418, -122.893077)に位置し、アメリカ合衆国本土48州の州都のうち最も北にある。
アメリカ合衆国統計局によると、この都市は総面積48.0 km2 (18.5 mi2) である。このうち43.3 km2 (16.7 mi2) が陸地で4.7 km2 (1.8 mi2) が水地域である。総面積の9.77%が水地域となっている。

## 人口動静
2000年現在の国勢調査で、この都市は人口42,514人、18,670世帯、及び9,969家族が暮らしている。人口密度は982.3/km2 (2,544.4/mi2) である。456.1/km2 (1,181.3/mi2) の平均的な密度に19,738軒の住宅が建っている。この都市の人種的な構成は白人85.26%、アフリカン・アメリカン1.89%、先住民1.30%、アジア系5.82%、太平洋諸島系0.29%、その他の人種1.68%、及び混血3.76%である。人口の4.38%はヒスパニックまたはラテン系である。
この都市内の住民は21.5%が18歳未満の未成年、18歳以上24歳以下が11.9%、25歳以上44歳以下が30.4%、45歳以上64歳以下が22.9%、及び65歳以上が13.3%にわたっている。中央値年齢は36歳である。女性100人ごとに対して男性は91.5人である。18歳以上の女性100人ごとに対して男性は88.1人である。
この都市内の世帯ごとの平均的な収入は40,846米ドルであり、家族ごとの平均的な収入は54,136米ドルである。男性は41,267米ドルに対して女性は31,515米ドルの平均的な収入がある。この都市の一人当たりの収入 (per capita income) は22,590米ドルである。人口の12.1%及び家族の6.9%は貧困線以下である。全人口のうち18歳未満の10.4%及び65歳以上の6.3%は貧困線以下の生活を送っている。

## 教育

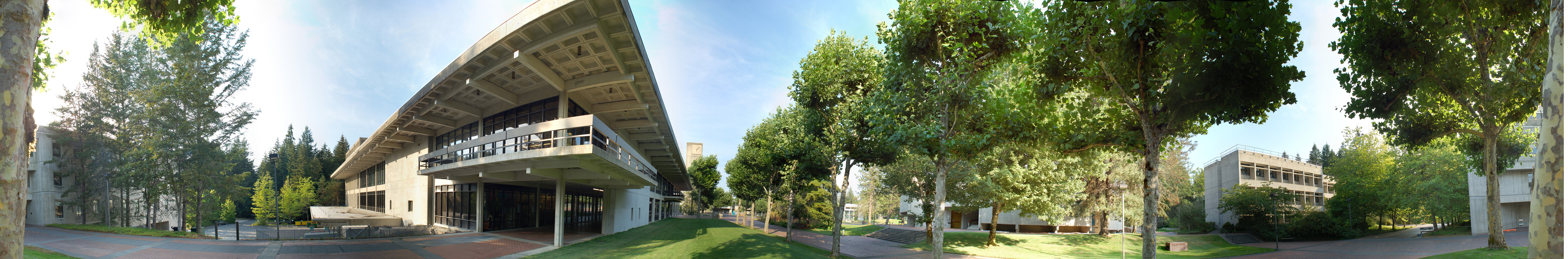
大学構内のパノラマ

- エバーグリーン州立大学

## 姉妹都市
- 加東市、兵庫県
- アルヘア・オリンビア、イリア県